# Karl Schlyter

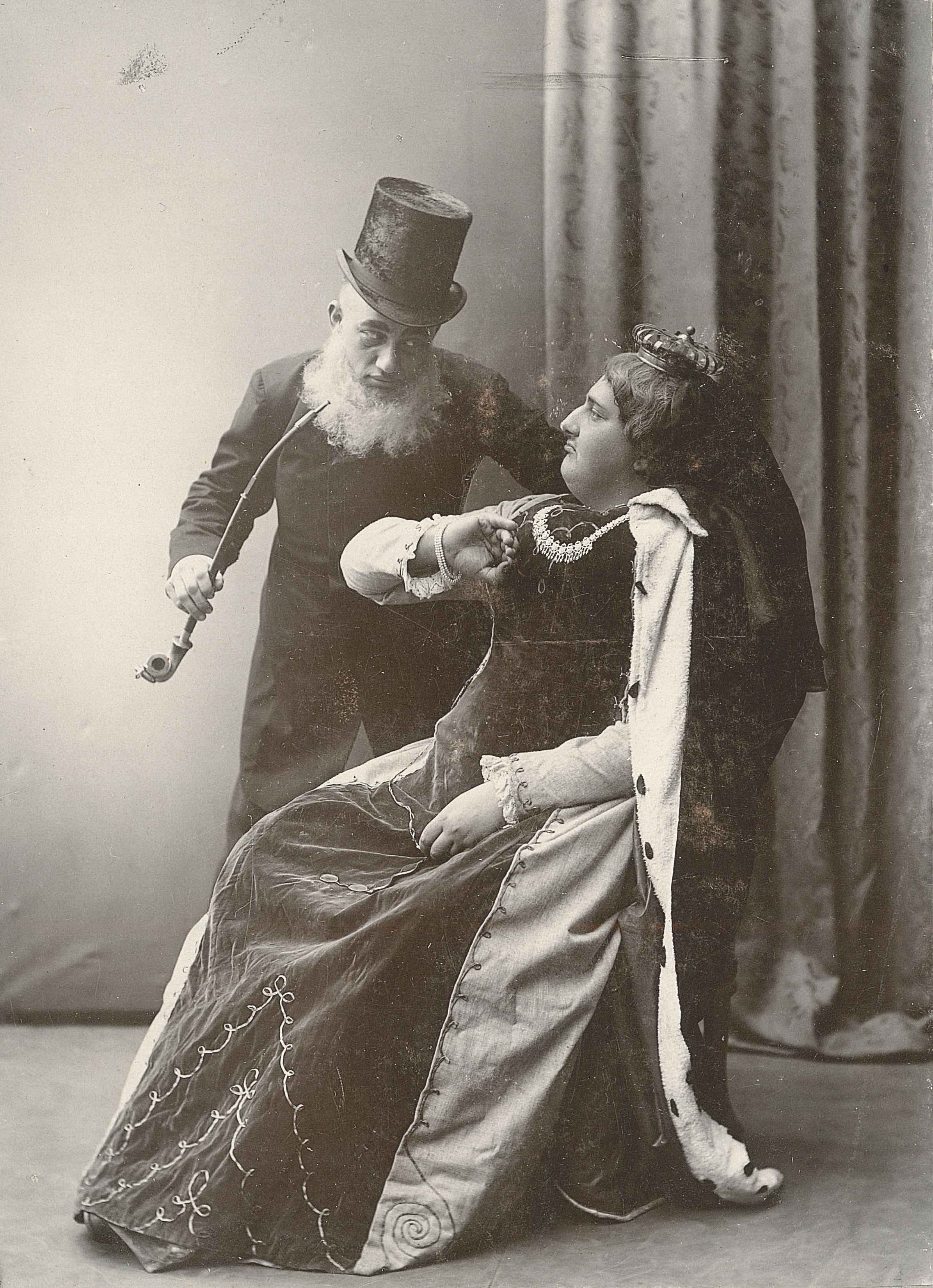
Som ung lundastudent spelade Karl Schlyter boerpresidenten Paul Kruger i Lundakarnevalen 1900 mot Sam Ask som drottning Victoria.

Karl Johan Daniel Schlyter, född 21 december 1879 i Karlskrona stadsförsamling, Blekinge län, död 25 december 1959 i Sankt Matteus församling, Stockholms stad, var en svensk jurist och politiker (socialdemokrat). Han var konsultativt statsråd 1921–1923 och 1925–1926, justitieminister 1932–1936, ledamot av riksdagen 1919–1920 och 1926–1949 samt president i hovrätten över Skåne och Blekinge 1929–1946.

## Liv och karriär
Schlyter avlade studentexamen i Karlskrona 1897 och filosofie kandidatexamen i Lund 1898 i ämnena romanska språk, latin, nordiska språk samt praktisk och teoretisk filosofi. Han avlade 1899 juridisk-filosofisk examen (historia och statskunskap) och blev juris kandidat 1901. Samtidigt som han arbetade med en doktorsavhandling i juridik, vilken aldrig blev klar, var Schlyter verksam som notarie vid Torna och Bara domsaga 1901–1905. Åren 1907–1910 arbetade Schlyter som adjungerad ledamot vid Hovrätten över Skåne och Blekinge, samt fiskal där 1912. Han flyttade 1910 till Stockholm efter att ha fått tjänst som tillförordnad revisionssekreterare.
Schlyter utsågs 1912 till utredare i Processkommissionen, en utredning som han var mer eller mindre aktiv i fram till 1927 då han slutligen lämnade den. Han var sakkunnig i justitiedepartementet i olika frågor 1912–1918, i civildepartementet 1917–1918, och utnämndes 1915 till hovrättsråd och blev 1916 revisionssekreterare. Åren 1923–1929 var han häradshövding i Askim, Västra och Östra Hising samt Sävedals domsaga och 1929–1946 hovrättspresident för hovrätten över Skåne och Blekinge.
Att Schlyter avbröt sin akademiska karriär hindrade inte att han blev juris hedersdoktor vid universiteten i Stockholm, då Stockholms högskola, (1927) och Köpenhamn (1949). Han var en av grundarna av Svensk Juristtidning, där han medverkade som redaktör 1916–1951. Han tog också initiativet till grundandet av Kriminalpolitiska sällskapet, ofta kallat ”Schlyters akademi”.
Schlyters politiska karriär började med att han 1906 gick med i Sveriges socialdemokratiska arbetareparti. Redan 1917 var han på förslag till konsultativt statsråd (juristkonsult), en post han sedan erhöll den 13 oktober 1921 till 19 april 1923 samt mellan 8 maj 1925 och 7 juni 1926. Han var justitieminister 24 september 1932 till 19 juni 1936. Som riksdagsman i första kammaren representerade han 1919–1920 Blekinge och 1926–1948 Värmland. Schlyter var 1937–1947 ordförande i riksdagens första lagutskott och 1938–1956 var han ordförande i Strafflagsberedningen.
Karl Schlyter var äldste son till filosofie doktor Gustaf Ragnar Schlyter (1845–1927), lektor i latin och hebreiska i Karlskrona, och Augusta Elisabeth, född Cederberg (1857–1929). Han var bror till Gustav Schlyter, Vavi Johnsson och Ragnar Schlyter. I barndomshemmet fick Schlyter en närmast schartauansk uppfostran. Hans farfar, rättshistorikern Carl Johan Schlyter var hängiven schartauan och utgivare av alla Henric Schartaus skrifter. Karl Schlyter gifte sig 1905 med Elisabeth (Lisa) Scholander (1884–1974), dotter till grosshandlare Axel Scholander och Hilma, född Lundberg. Makarna Schlyter är begravda på Klosterkyrkogården i Lund.

## Kriminalvårdspolitik
År 1932 tyckte han att 13 000 bötesfångar i fängelserna inte borde sitta där, och 1934 lade han fram ett program där han ansåg att ungdomar inte skulle sättas i fängelse, utan uppfostras och utbildas. Han tyckte inte heller att psykopater, sinnessjuka och alkoholister skulle sitta där. Han ville i stället inrikta sig mer på villkorlig dom och villkorlig frigivning med övervakning. Reformarbetet pågick i Sverige under 1930- och 40-talen, och kriminalvården skulle alltmer anpassa brottslingen till livet ute i samhället igen efter strafftiden. Hans politik förknippades med parollen "avfolka fängelserna".